# Ergotisme
L'ergotisme, denominat en l'ús col·loquial com ignis sacer, foc de l'infern, foc de Sant Antoni -terme que també pot designar l'herpes zòster i l'erisipela- o mal de foc, és una intoxicació alimentària causada per la ingesta d'aliments contaminats per micotoxines (toxines produïdes per fongs paràsits), o per abús de medicaments que continguin aquesta mateixa substància. És causat fonamentalment per l'ergot o banya del sègol (Claviceps purpurea) que contamina el sègol i, molt menys freqüentment, la civada, el blat i l'ordi, el qual genera en els grans del cereal un teixit dur, anomenat escleroci, que conté uns alcaloides que són els responsables de la malaltia. La paraula ergot prové del francès i es tradueix com "esperó de gall", fent referència a la forma que presenta l'escleroci de C. purpurea.
Les substàncies actives en les micotoxines (alcaloides) són totes polipèptids que tenen en comú un nucli indòlic compost per l'àcid D-lisèrgic (ergotamínics com l'ergotamina, l'ergonobina i l'ergocristina, entre d'altres). Els efectes de l'enverinament poden traduir-se en al·lucinacions, convulsions i contracció arterial, que pot conduir a la necrosi dels teixits i l'aparició de gangrena en les extremitats principalment. Moltes víctimes assolien sobreviure però quedaven mutilades: podien arribar a perdre totes les seves extremitats. Existeix una altra variant d'aquesta intoxicació en la qual el pacient patia intensos dolors abdominals que finalitzaven en una mort sobtada. En les dones embarassades produïa invariablement avortaments.
Les grans epidèmies d'ergotisme per la ingesta del sègol infectat són datades a l'edat mitjana. Actualment, és una malaltia poc freqüent amb una baixa incidència sobre la població, estimada en un 0.01% d'aquesta. Pot representar un repte diagnòstic degut a la gran varietat de símptomes que pot arribar a causar.

## Història
La primera referència clara a l'ergotisme data del segle IX aC. L'any 600 a.C., una taula assíria al·ludia a una "pústula nociva en l'espiga del gra". A l'Edat Mitjana van aparèixer per primer cop descripcions d'enverinament per la banya del sègol. Era freqüent que la intoxicació per aquest fong en embarassades es compliqués amb un avortament. L'efecte notable del sègol banyut durant l'embaràs ha estat reconegut durant més de 2000 anys, tot i que va ser utilitzat pels metges com a agent estimulant uterí fa 400 anys.
A l'Edat Mitjana, l'ergotisme gangrenós, caracteritzat per sensació cremant i l'ennegriment de les extremitats, era conegut com a "Foc de Sant Antoni", anomenat així pels monjos de l'Ordre de Sant Antoni, els quals tractaven als pacients afectats de forma exitosa, probablement perquè el pa que aquí se servia estava lliure de contaminació del fong causant de l'ergotisme. També se l'anomenava "Foc Sagrat", davant de casos greus de gangrena en que el teixit es momificava i els membres se separaven del cos sense hemorràgia; es deia que aquests havien estat consumits pel Foc Sagrat, ja que s'ennegrien com el carbó.
Durant aquella època, el Foc de Sant Antoni va ser responsable de desenes de milers de morts humanes a Europa, resultat de la ingestió d'alcaloides ergotamínics provinents de grans de sègol (Secale cereale L.) contaminat amb les micotoxines naturals produïdes pels ergots, incloent membres de fongs Claviceps i Neotyphodium. En aquest temps els comerços venien pa blanc, de millor qualitat reservat pels rics, i pa negre, de pitjor qualitat que menjaven les classes més pobres i podia estar elaborat amb llavors de sègol contaminat.
Amb el curs dels segles, es van donar grans epidèmies a Europa, Escandinàvia, Bohèmia i Rússia, des del segle IX fins al xix. De les epidèmies que ha produït el consum accidental de sègol banyut, especialment al llarg de l'Edat Mitjana, es coneixen moltes dades. L'ergotisme va ser confós a l'antiguitat amb la sífilis, l'herpes zòster i la erisipela. La confusió es deu al fet que alguns peregrins que es dirigien al sepulcre de Sant Antoni es van veure afectats per la erisipela i la similitud d'ambdues malalties en alguns símptomes ha fet que els dos noms s'associïn sovint. Els efectes de l'ergotisme han sigut confosos també amb altres malalties com la pesta, la lepra i el tifus, i en el cas de l'ergotisme convulsiu amb l'epilèpsia.

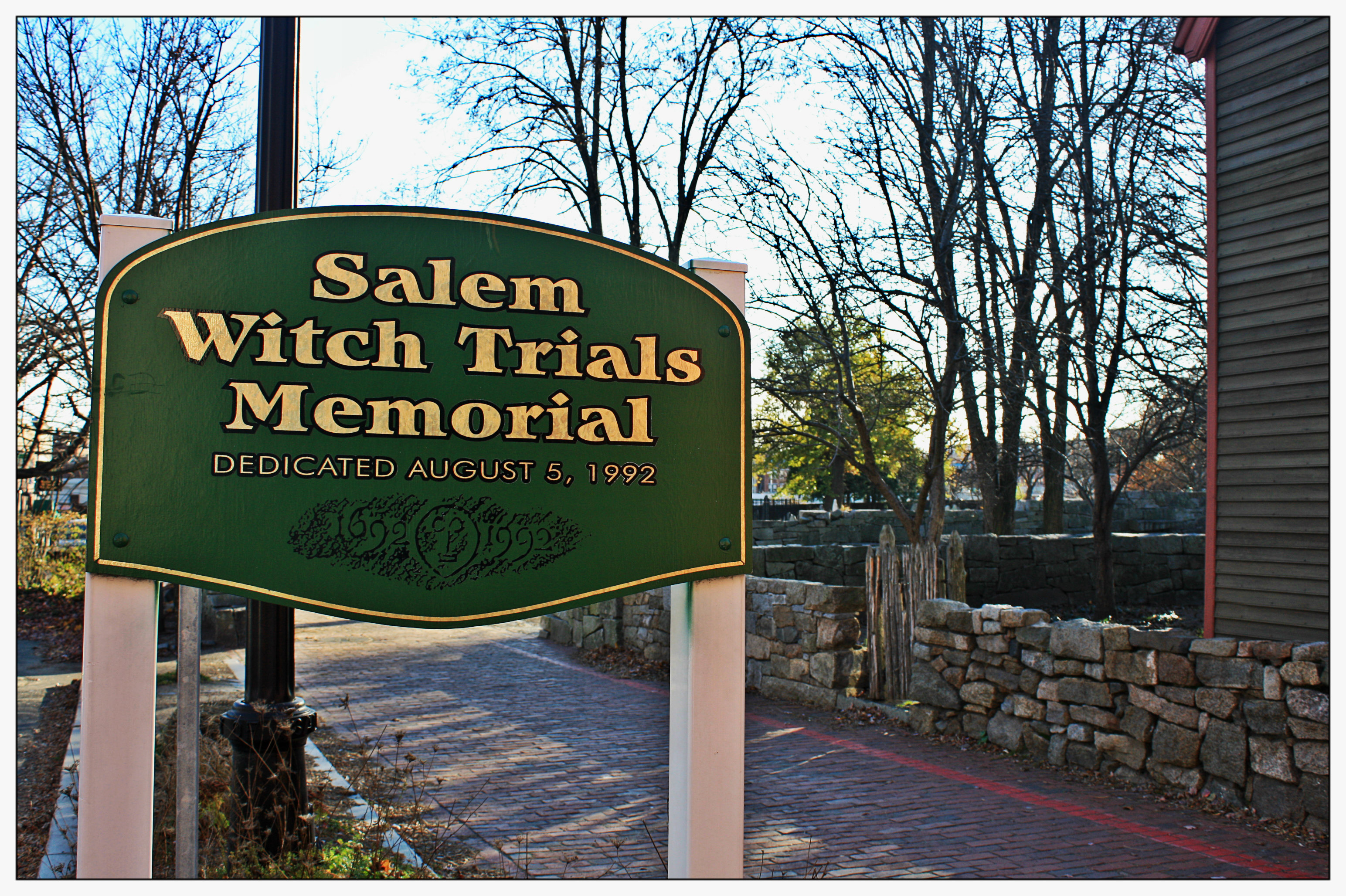
Està format per 20 bancs de granit al llarg d'un mur de pedra a l'altre costat del cementiri d'Old Burying Point.

També s'ha vist que molts actes de bruixeria es podrien explicar per l'ergotisme convulsiu. El 1589 els habitants del districte de Lorraine (França) van patir epidèmies d'ergotisme que van coincidir amb persecucions de bruixeria. Tot i que els judicis per actes de bruixeria associats a la banya del sègol més famosos són els Judicis a les Bruixes de Salem (Estats Units). El 1692 diverses dones (sobretot adolescents) i alguns homes, van ser acusats de bruixeria. Sotmesos a judici i trobats culpables, 18 persones van ser condemnades a la forca. La psicòloga Linda Caporael ha relacionat aquests casos de bruixeria amb l'ergotisme convulsiu. El consum de pa contaminat podria haver produït trastorns psicològics a les persones i aquests haurien estat interpretats com a actes demoníacs.
Les epidèmies d'ergotisme han coincidit en zones amb hiverns freds i humits, als que els ha seguit primaveres caloroses i on habitualment es menjava pa de sègol. Del 1085 al 1929 les epidèmies d'ergotisme convulsiu es van donar a Europa de l'est. A Europa de l'oest es va presentar l'ergotisme gangrenós. L'última gran epidèmia es va registrar a França el 1951.
Wendalin Thelius, un metge alemany, després de produir-se una epidèmia d'ergotisme l'any 1596 al Regne Unit, va ser el primer en atribuir la causa de la malaltia al consum de gra contaminat. L'any següent la Facultat de Medicina de Marburg va declarar que la causa de l'epidèmia va ser el consum de pa elaborat amb farina de sègol infectat amb ergot. El segle xvii diferents personatges van confirmar la connexió entre el gra de cereal i l'ergot, i es a partir del segle xviii quan es suggereixen mesures per combatre la intoxicació.
Edward Woakes al 1868 va ser el primer a reportar l'ús de ergot per migranya, però no va ser ben acceptat en tractament de migranya fins que l'ergotamina pura va arribar a estar disponible el 1918, en ser aïllada per Arthur Stoll.
Els casos de ergotisme són molt rars actualment, i la majoria gairebé sempre són resultat de sobredosis d'un medicament ergotamínic en comptes de consum d'aliments contaminats naturalment. Aquesta tendència es deu a la millora en la genètica, en el maneig de collites, tècniques de neteja del gra per remoció de l'escleroci del fong vers el sègol (i en consegüent els seus alcaloides) i a protocols de monitorització toxicològica en els grans per a aliments.
No obstant això, en l'actualitat s'han comunicat de manera ocasional petites epidèmies d'ergotisme en països del Tercer Món, com a Etiòpia el 1977 on van arribar a morir el 50% de les persones afectades, sense la transcendència col·lectiva de la intoxicació succeïda a França el 1951.

## Agent causal

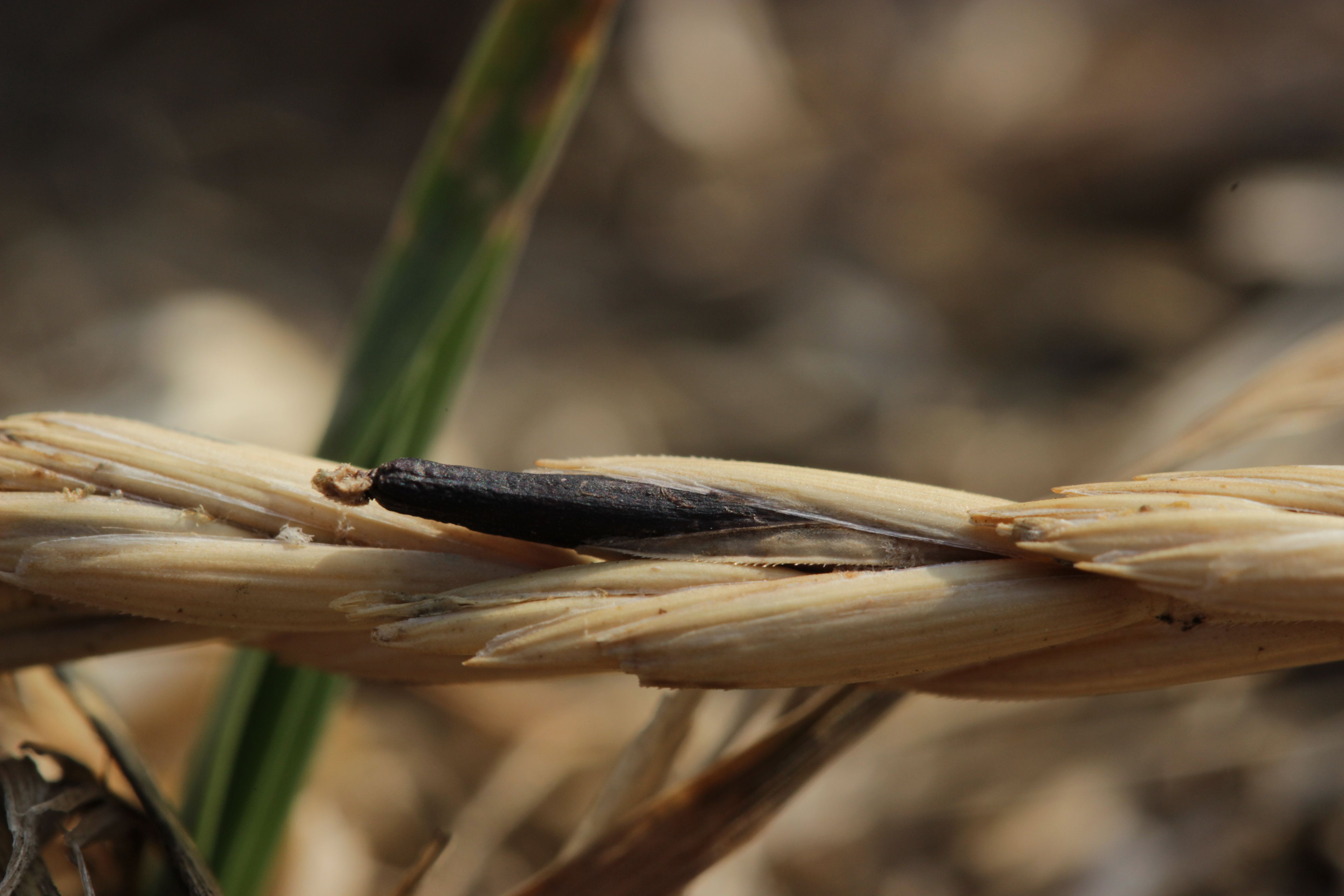
Figura 2. Claviceps purpurea

En els cereals i les herbes petites, l'ergot o banya de sègol és produït pel fong Claviceps purpurea, que pertany a un grup de fongs coneguts com a ascomicots, causant un parasitisme en aquestes plantes. Diverses espècies de Claviceps també són agents que causen parasitisme als cereals, com per exemple, C. sorghi, C. sorghicola i C. africana, que infecten al sorgo. L'escleroci de C. purpurea varia en grandària 2-20 mil·límetres i pot ser fins a 10 vegades superior al gra normal. Tenen una pell dura, protectora, negra a l'exterior i un interior blanc grisós. L'escleroci també conté compostos químics coneguts com a alcaloides que els fan verinosos. Els esclerocis poden sobreviure a la superfície del sòl o al sòl durant almenys un any. La capacitat de germinar es redueix considerablement després d'un any.

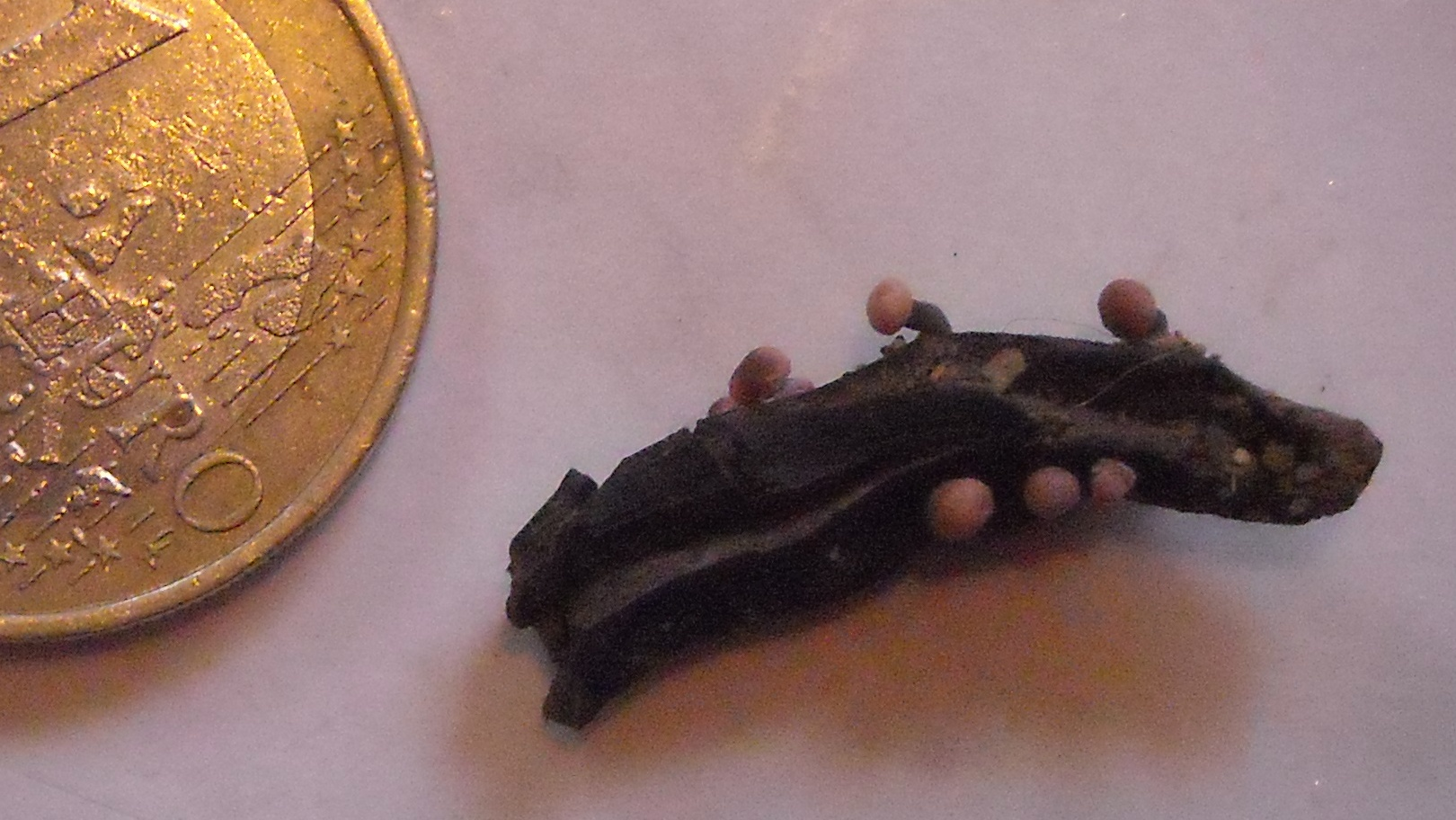
Figura 3. Un cos d'ergot que ha germinat per produir estructures de palanca que alliberen espores sexuals (ascòspores).

Calviceps purpurea produeix dos tipus d'espores. Les espores sexuals s'anomenen ascòspores i es produeixen a l'estroma (masses compactes d'hifes vegetatives especialitzades). Durant la germinació, cada escleroci forma 1-60 estromes. Cada estroma es compon d'un tija de color carn de 0,5-2,5 centímetres d'alçada, la punta del qual produeix un cap esfèric (Figura.3). Nombroses estructures de fructificació sexual, el que en conjunt es diu perithecia (en singular: periteci o perithecium), es desenvolupen a la perifèria de cada cap. Cada periteci conté moltes cèl·lules conegudes com a ascs. La meiosi (divisió cel·lular) dona lloc a vuit ascòspores llargues i multicel·lulars en cada asc. Les espores asexuals conegudes com a conidis es produeixen després de la infecció dels ovaris de les plantes amfitriones per ascòspores. Ambdós tipus d'espores es propaguen pel vent, la pluja o els insectes.

### Alcaloides ergòtics
Els alcaloides de l'ergot (ergotamínics) són potents toxines presents en els esclerocis d'aquest fong que infecta sègol, blat i triticale. Són produïts per fongs de les espècies de Claviceps. Els esclerocis contenen diferents classes d'alcaloides, sent els més prominents la ergometrina, ergotamina, α-ergosina, ergocristina, α-ergocriptina i ergocornina. Aquests ergotamínics tenen com a estructura bàsica comuna l'anell d'ergolina.
| Alcaloides principals del fong Claviceps purpurea                                      | Alcaloides principals del fong Claviceps purpurea                                                    | Alcaloides principals del fong Claviceps purpurea |
| -------------------------------------------------------------------------------------- | --- | ------------------------------------------------- |
| Ergometrina Ergotamina Ergosina Ergocristina α-Ergocriptina β-Ergocriptina Ergocornina | Ergometrinina Ergotaminina Ergosinina Ergocristinina α-Ergocriptinina β-Ergocriptinina Ergocorninina |                                                   |
| Taula 1. alcaloides ergòtics                                                           | |                                                   |

## Signes i símptomes
L'ergotisme pot produir símptomes similars a altres malalties, entre elles la malaltia ateroscleròtica oclusiva, la malaltia tromboembòlica, l'arteritis, la displàsia fibromuscular i el fenomen de Raynaud.
En adults joves es manifesta, amb malaltia vascular perifèrica, diarrea, vòmits o cefalea crònica diària. Pot simular les característiques clíniques i radiològiques d'un procés artrític.
Històricament, els símptomes inicials de les formes gangrenosa i convulsiva s'han descrit com a similars. Després d'un període amb símptomes atenuats, com amb alguns símptomes gastrointestinals, la primera manifestació del trastorn és una sensació de formigueig a les extremitats, principalment les inferiors, i després es desenvolupa dolor local en els membres.
Si hi havia progressió del quadre, les manifestacions clíniques se separen en dos patrons:
1. Ergotisme gangrenós, on la isquèmia, principalment en els membres, s'associa a canvis distals del color de la pell i alguna pèrdua sensitiva. La gangrena subseqüent podrà resultar en necessitat d'amputació.[13]
2. Ergotisme convulsiu o neurogen, s'inicia com una torsió del tronc i membres, flexió involuntària dolorosa dels dits i canells, i flexió dels turmells. A més somnolència, deliris, letargia, malenconia o mania i al·lucinacions i diplopia, sudoració profusa, febre, rigidesa muscular i convulsions. Conforme el quadre progressa, el tronc es veia afectat tant per l'espasme en extensió que adquiria una postura similar a l'opistòton, la qual cosa era molt dolorosa i durava de minuts a hores, i fins i tot dies. En alguns casos després es manifestaven convulsions, que eren indicadores de mal pronòstic.[14] És per això que aquesta malaltia ha sigut proposada com a hipòtesi per explicar la coreomania o ball de sant Vito, però així i tot no és clar, perquè no es poden justificar tots els comportaments (especialment els socials) més enllà de les al·lucinacions i les convulsions.[15]

Es creu que la deficiència de vitamina A afavoreix l'ergotisme convulsiu enfront del gangrenós. Els dos tipus d'ergotisme rarament ocorren a la vegada.
En general els símptomes es poden dividir en:
- Efectes al sistema nerviós central, com al·lucinacions, mania, psicosi i convulsions.[16]
- Efectes vasoconstrictors, causats per efectes agonistes adrenèrgics.[16][17]

Cal mencionar que també s'han observat símptomes d'hipertermicitat i problemes en reproductivitat. En el primer cas, encara no estan ben establert què és el que succeeix però s'ha vist que afecta a diversos mecanismes per regular la temperatura corporal; aquests problemes empitjoren en condicions que no permeten que l'infectat es mantingui en condicions fredes, com altes temperatures o humitat, baixa disponibilitat de zones ombrívoles, alta densitat poblacional i aeració reduïda. Aquests humans o animals que pateixen aquesta hipertermicitat respiren forçadament, com si es tractes d'una malaltia respiratòria. L'ingesta es redueix i en conseqüència també baixa el pes i la producció de llet. Pel que fa als problemes de reproducció, s'ha vist que també hi ha implicats més d'un mecanisme, on s'inclouen la estimulació del miometri, inhibició de la producció d'hormones relacionades amb la lactància i disminució de la secreció d'hormones necessàries per mantenir l'embaràs. Això pot conduir a fracàs reproductiu o avortament.

## Diagnòstic
L'interrogatori és de gran importància si s'observa un quadre de vasoespasmes (estrenyiment sobtat i breu dels vasos sanguinis que bloquegen el flux sanguini) perquè, sovint, la ingesta d'ergotamínics és menyspreat pels pacients. El professional ha de sospitar d'aquesta patologia especialment si no hi ha antecedents de vasculitis, estats de hipercoagulabilitat, cardiopatia, malaltia aterosclerosa, hepàtica o renal que suggereixin una altra etiologia pel quadre vasoespàstic. Pel fet de ser una malaltia poc comuna i amb un gran nombre de símptomes, es segueix un diagnòstic per exclusió i, de fet, no existeix cap anàlisi de laboratori específic per confirmar el diagnòstic, ja que la vida mitjana del fàrmac al plasma és certament curta per molt que els seus efectes persisteixin durant dies; aquestes anàlisis dependran de la simptomatologia que presenti el pacient.
Per exemple, un pacient que presenti una angina de pit que hagi consumit ergotamínics haurà de ser estudiat amb un electrocardiograma i s'hauran d'analitzar enzims cardíacs per tal de descartar un infart de miocardi. Per altra banda, aquells que presentin isquèmia mesentèrica s'hauran de sotmetre a una angiografia per distingir entre l'existència d'espasme vascular pur o la presència de trombosi vascular. Les alteracions trobades en major freqüència en una angiografia inclouen espasme vascular, circulació colateral (major segons la cronicitat del quadre) i trombosi intravascular. L'espasme vascular pot ser segmentari o, de manera més comuna, difusa i bilateral amb llargues àrees d'estretesa vascular. Les artèries que normalment es veuen afectades són les de calibre mitjà, com la braquial i la poplítia.

## Pronòstic
Quan es produeix una intoxicació per ergotisme la seqüela més immediata és la mort cel·lular que es dona després de la isquèmia. Aquesta necrosi pot produir-se als ronyons, intestins, cor, porció distal d'una extremitat o a nivell del sistema nerviós central o perifèric. L'afecció d'aquests òrgans pot existir de forma permanent després de la infecció.
Per una adequada recuperació és necessari un bon ús dels ergotamínics, així com per eliminar la presència de seqüeles als pacients. Tot i això, quan es retira l'agent causant, el pronòstic a llarga durada dels pacients sol ser favorable.
L'ergotisme és una malaltia poc freqüent i avui en dia, la gran part dels casos es deuen a sobredosis de medicaments derivats de l'ergot, enlloc d'afeccions derivades de l'alimentació. Cal destacar que una bona part d'ergotamínics es continuen utilitzant avui en dia com a fàrmacs però el seu ús és més aviat puntual, com ja s'ha dit abans.

## Tractament
L'acció més directa de tractament davant la intoxicació per ergotisme consisteix en la retirada de l'agent causant, ja es tracti d'aliments contaminats o d'un medicament ergotamínic que ha causat sobredosi. La recuperació és més probable com més aviat es retira l'agent causant.
El tractament farmacològic s'ha de centrar en la reperfusió tissular i en la prevenció de la trombosi. No existeix un tractament estàndard pel tractament de l'ergotisme, però dins les mesures recomanades es troben l'ús d'oxigen i l'administració de solucions isotòniques per millorar la perfusió. Als casos d'isquèmia, el tractament ha d'incloure antitrombòtics i vasodilatadors, sense importància del la zona del cos afectada. En els casos d'isquèmia perifèrica severa, els blocadors de canals de calci com la nifedipina i els inhibidors de l'enzim conversiu de l'angiotensina han estats utilitzats amb èxit.
Altres productes utilitzats en el tractament són els lligands a micotoxines. Aquests poden servir d'ajuda en el tractament de les toxines produïdes per l'ergot, però el seu ús està restringit a diferents països, com els Estats Units, doncs no s'han realitzat prou estudis sobre els efectes secundaris d'aquests fàrmacs.

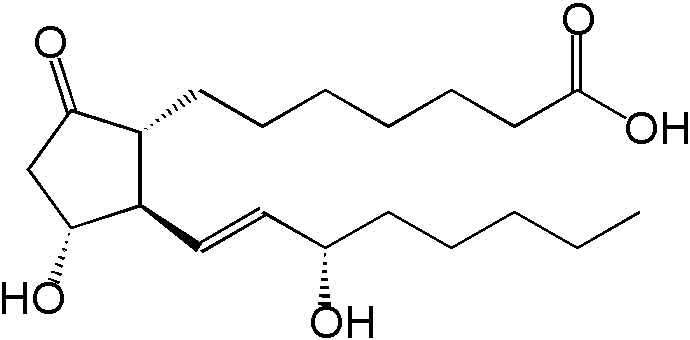
Figura 4. Prostaglandina E1 (alprostadil).

A les infeccions per ergotamina, el fàrmac d'elecció per actuar com a vasodilatador és el nitroprusiat de sodi, tot i que amb aquest fàrmac és difícil arribar a un nivell de vasodilatació adequat al llit vascular afectat sense que es produeixi també una hipertensió sistèmica severa. Altres fàrmacs efectius com vasodilatadors són la prostaglandina E1 i la prostaciclina I2.
Quant a la trombosi, s'ha de mantenir l'administració d'heparina i heparina de baix pes molecular fins a verificar que aquesta no existeix i, tanmateix, s'ha de seguir el tractament amb aquests agents per evitar possibles formacions de trombes durant les continuades fases d'espasmes musculars. L'aspirina en dosi antiagregant ha de ser instaurada. En el cas de la necessitat d'un tractament de segona línia, es pensa que és d'utilitat l'ús d'inhibidors de la glucoproteïna IIb/IIIa.
Per millorar el vasoespasme és útil l'ús de pilotes per dilatació intraarterial, que provoquen danys en la túnica íntima i mitjana del vas, tornant-los no contràctils. Aquest és un tractament de salvament, que només s'hauria d'utilitzar en casos extrems on la teràpia habitual no pot prevenir la isquèmia.

## Prevenció i control
Les millors formes de reduir els riscos de desenvolupar intoxicació produïda per la banya de sègol són reconèixer el potencial que té estar exposat a pinso contaminat i les accions per prevenir o minimitzar aquesta exposició a pinsos contaminats.
El curs d'acció més segur seria no utilitzar grans o palla contaminats, però si les circumstàncies requereixen del seu ús, s'hauria de monitorar contínuament per la presència d'ergot utilitzant dos mètodes. El primer mètode és la continua inspecció de la palla o el gra per veure la presència d'esclerocis a mesura que es fa servir el producte. Com més atenta sigui la inspecció, més probable serà detectar els esclerocis si hi són presents.
El segon mètode és l'anàlisi química del pinso o palla. Idealment, s'ha de recollir una mostra representativa de cada lot o bala i enviar-la a analitzar, de manera que els resultats estiguin disponibles abans del seu ús. D'aquesta manera si es detecten concentracions perilloses d'alcaloides de l'ergot, hi haurà temps disponible per prendre les mesures necessàries per controlar el risc del consum de l'aliment contaminat.

## Usos
Els alcaloides naturals presents en l'escleroci de l'ergot d'interès terapèutic són derivats amídics de l'àcid D-lisèrgic i són utilitzats en dosis controlades per evitar l'hemorràgia de l'úter en la contracció post-part i pel tractament de la migranya i dels adenomes hipofisiaris productors de prolactina. També és utilitzat en les dones per tractar el sagnat excessiu durant els períodes menstruals, a l'inici de la menopausa i abans i després d'un avortament espontani, degut a la seva capacitat d'estrènyer els vasos sanguinis. L'únic ergot que s'usa en medicina és el provinent del sègol. Tot i que actualment els derivats sintètics dels alcaloides s'usen de manera puntual, ja que han sigut rellevats pels triptans. Per altra banda, s'han preparat molts derivats semisintètics dels alcaloides de la banya de sègol, per exemple la dietilamida de l'àcid lisèrgic (LSD), una potent droga al·lucinògena i la metisergida, un antagonista de la serotonina.

## Impacte econòmic
L'ergot solament no suposa una pèrdua de rendiment significativa, sinó que les pèrdues econòmiques són a causa del rebuig del gra. La raó de la baixa tolerància per la presència d'ergots és deguda que els alcaloides romanen actius fins i tot després del processament d'aliments (per exemple, farina). Aquests compostos són tòxics per a humans i animals.
Degut a l'ampli espectre de símptomes que presenta l'ergot, els productors s'enfronten al repte de identificar la contaminació d'aquest abans que tingui un efecte negatiu sobre la seva economia. El que és clar és que cada vegada és més essencial el control i detecció de l'ergot per a la seguretat tant dels humans com del bestiar, observant la seva prevalença augmentant de 0.01% en 2002 a 0.025% en 2014 a l'oest del Canadà.
Encara que no hi ha informes sobre la pèrdua econòmica derivada de l'ergotisme, es calcula que la toxicitat provoca pèrdues de més de mil milions de dòlars anuals de producció en les indústries equina i de petits remugants als Estats Units, amb fins i tot un 20% del blat a Canadà contaminat amb ergot al 2011 i el 50% a Alberta el 2013.
Avui en dia, amb els procediments de neteja del gra és possible eliminar fins al 82% dels cossos d'ergot dels grans no processats i és evident que s'estan realitzant millores, encara que això impliqui un cost substancial pel productor. L'Autoritat Europea de Seguretat Alimentària va suggerir que per a reduir exitosament el risc d'ergotisme en el bestiar, els grans contaminats s'haurien de sotmetre a la neteja de les llavors així com l'adopció de certes mesures de maneig com la rotació de cultius i el pastoreig durants els mesos d'estiu.
Els impactes econòmics que rodegen les pèrdues reproductives i la disminució del rendiment del creixement són perjudicials tant a nivell nacional com a nivell global. Per tant, sinó es comercialitza un tractament per millorar els símptomes de la toxicitat de l'ergot i la dificultat dels diagnòstics, l'única resposta disponible és eliminar l'aliment contaminat de la dieta i permetre que el fetge desintoxiqui els alcaloides consumits. És evident que es necessiten més investigacions per desenvolupar mesures efectives per prevenir la toxicitat de l'ergot en el bestiar i reduir l'impacte econòmic de l'ergot en els productes agrícoles.